# Classe Sa'ar 4.5
 (mai 2011).
Les patrouilleurs Sa'ar 4.5 sont des navires d'attaque israéliens, modifiés ou construits dans les chantiers navals d’Haïfa, les  Israel Shipyards. Ils se composent de deux sous-classes, l'une Chovit, renommée Aliya (en hébreu: עליה) laquelle dispose pour la première fois au sein de la Marine israélienne de la capacité d'emport organique d'un (ou deux) hélicoptère(s), l'autre Nirit, renommée Hetz (en hébreu: חץ) qui perd sa capacité aéronavale mais récupère un armement plus puissant.

## Origine
Les versions de la classe Sa'ar 4 ne pouvaient pas utiliser les missiles Harpoon à leur portée maximale. La Marine israélienne entreprit de construire, à partir des plans de la Sa'ar 4, deux nouveaux navires en intégrant une plate-forme hélicoptère et un hangar.

## Les sous-classes

### Sous-classe Aliya
Les deux navires de la classe Aliya furent construits en 1980. Le premier fut baptisé INS Aliya le second INS Geula. Ce furent les plus petits navires à pouvoir embarquer de façon permanente un (Panther) à deux hélicoptères (MD-500).
Ces deux navires furent revendus à la Marine mexicaine et transféré en août 2004 sous les noms A301 Huracán et A302 Tormenta.
La classe Sa’ar 4.5 a un  rôle multi-missions : garde-côtes, mission en haute mer, escorteur, lutte ASM et piquet radar.
L’INS Nirit fut à l’origine conçu sur la base de la sous-classe Aliya avant de subir les modifications pour devenir le premier de la sous-classe Hetz, dont il prit le nom.
L’INS Romach et l’INS Keshet furent aussi conçus comme type Aliya avant d’être également modifiés en type Hetz.

### Sous-classe Hetz
La sous-classe Hetz qui comprend huit navires perd sa plate-forme hélicoptère au profit d'un armement plus puissant, d'une toute nouvelle électronique et de nouveaux senseurs. Les moteurs et le système de propulsion furent également modifiés.
L'armement de cette sous-classe est composée de deux lanceurs quatre tubes de missiles Harpoon, six missiles Gabriel MkIII, et deux lanceurs verticaux Barak. La défense rapprochée est assurée par deux systèmes Vulcain Phalanx de 25 mm ou un à deux canons OTO Melera de 76 mm et deux canons de 20 mm. Enfin l'auto-défense contre les missiles anti-navires étant confiée à un système de brouillage Elisra NS-9003A/9005 RWR et six lance-leurres Elbit.

## Liste des navires
Sous-classe Aliya :
- INS Aliya
- INS Guela

Sous-Classe Hetz
- INS Hetz (ex-Nirit)
- INS Romach
- INS Keshet
- INS Tarhish
- INS Kidon
- INS Yaffo
- INS Surfa
- INS Herev

## Sources
- (en) « http://www.israel-shipyards.com/products.asp?d=n1 »(Archive.org • Wikiwix • Archive.is • Google • Que faire ?)
- (en) « Aliya Sa'ar 4.5 », sur GlobalSecurity.org (consulté le 7 janvier 2021)